# Táo Aurora Golden Gala
Aurora Golden Gala là nhãn hiệu cho một giống táo có tên là '8S6923', được chọn từ con lai giữa táo ' Splendor ' và ' Gala ' được sản xuất bởi Trung tâm nghiên cứu thực phẩm nông nghiệp Thái Bình Dương (PARC), Summerland, BC. Nó được đặt tên vào năm 2003 trong một cuộc thi "Đặt tên cho Táo" trên toàn quốc.

## Miêu tả
Aurora Golden Gala là một quả táo tráng miệng có màu vàng. Nó được thu hoạch giữa mùa. Trái cây có kích thước trung bình, rất giòn, ngon ngọt, thơm, và chúng bảo quản rất tốt.
Hiện tại Aurora Golden Gala chỉ có ở Canada và Hoa Kỳ.    